# Dovč
Dovč je priimek v Sloveniji, ki ga je po podatkih Statističnega urada Republike Slovenije na dan 1. januarja 2010 uporabljalo 190 oseb in je med vsemi priimki po pogostosti uporabe uvrščen na 2.276. mesto.

## Znani nosilci priimka
- ? Dovč, kamnosek
- ? Dovč, tesarstvo
- Alenka Dovč (*1964), veterinarka, prof. VF
- Ciril Dovč, agronom
- Dušan Dovč, producent v sodobni vizualni umetnosti, kurator...
- Franci Dovč (1956 - 2022), novinar
- Janez Dovč (*1980), harmonikar, skladatelj in fizik
- Klemen Dovč, zdravnik pediater - endokrinolog, prof. MF
- Peter Dovč (*1958), agronom zootehnik, genetik, univ. profesor
- Rozalija Dovč, zdravnica?